# Фамен, Цезарь
Станислао Мария Цезарь Фамен (23 июля 1799, Марсель — 23 декабря 1853) — французский дипломат, историк, религиовед, журналист, энциклопедист и писатель-публицист.

## Биография
По основному роду занятий был дипломатом. В 1813 году был назначен канцлером консульства Франции в Палермо (ещё при режиме Первой империи), в 1828 году стал консулом в Лиссабоне, впоследствии служил в Лондоне и Санкт-Петербурге. В 1852 году стал французским консулом в Ласси, затем в Сен-Себастьяне и позже в Могадоре.
В свободное от исполнения служебных обязанностей время серьёзно увлекался историей, религией, культурологией, литературой, историей книг и итальянскими древностями; считался, несмотря на формальное отсутствие исторического образования, уважаемым автором и сотрудничал с большим количеством французских журналов и научными и энциклопедическими изданиями своего времени. В частности, регулярно печатался в «Revue de Deux Mondes», «France Littéraire», «Magazine pittoresque» (был автором большого числа статей для издаваемой этим журналом «Universe pittoresque»), писал статьи для таких энциклопедий, как «Encyclopédie Catholique» (входил в её редакционный совет), «Encyclopédie Moderne» и «Encyclopédie des gens du Monde».
Одним из основных интересов Фамена как историка и культуролога были история Сицилии и юга Италии, как древняя, так и недавняя относительно времени его жительства.
Главные работы его авторства: «la Sicilie» (Париж, 1841); «Révolution de la Sicile en 1820» (1832); «Musée royal de Naples, peintures, bronzes et statues érotiques du cabinet secret» (1832, 2-е издание — 1834; эта работа стала первым сочинением подобного рода и уже в конце XIX века стала большой библиографической редкостью); «Histoire des invasions des Sarrasins en Italie du VII au XI siècle» (1843); «Histoire de la rivalité et du protectorat des eglises chrétiennes en Orient» (1853); «Histoire des Amazones» (1834); «Des traités de commerce et navigation» (1837). Кроме того, в период службы в Лиссабоне им было написано несколько обстоятельных работ по различным аспектам португальской истории (колониям, монетной системе и так далее), однако они так и не были изданы и сохранились только в рукописях.